# Hét nővér vízesés
A Hét nővér vízesés (norvégul: De Syv Søstrene, Dei Sju Systrene vagy Knivsflåfossen) Norvégia 39. legmagasabb vízesése. A vízesés hét, egymástól elkülönült ágból áll, melyek a Møre og Romsdal megyében fekvő Stranda település közelében ömlenek a Geiranger-fjordba. A vízesés az egykori Knivsflå tanya közelében található, mintegy 6,5 kilométernyire nyugatra Geirangertől. 
A hét vízesés legmagasabbika szabadesésben 250 méternyit zuhan függőlegesen, míg teljes magassága 410 méter.

## Fordítás
Ez a szócikk részben vagy egészben  a   Seven Sisters Waterfall, Norway című angol Wikipédia-szócikk ezen változatának fordításán alapul.  Az eredeti cikk szerkesztőit annak laptörténete sorolja fel. Ez a jelzés csupán a megfogalmazás eredetét és a szerzői jogokat jelzi, nem szolgál a cikkben szereplő információk forrásmegjelöléseként.